# ルーヴォ・デル・モンテ
ルーヴォ・デル・モンテ（イタリア語: Ruvo del Monte）は、イタリア共和国バジリカータ州ポテンツァ県にある、人口約1,100人の基礎自治体（コムーネ）。

## 地理

### 位置・広がり

#### 隣接コムーネ
隣接するコムーネは以下の通り。括弧内のAVはアヴェッリーノ県（カンパニア州）所属を示す。
- アテッラ
- カリトリ (AV)
- ラポーネ
- サン・フェーレ

## 行政

### 分離集落
ルーヴォ・デル・モンテには、以下の分離集落（フラツィオーネ）がある。
- Cerrutolo, Fontanelle, Montagna Molara